# Bœuf lôc lac

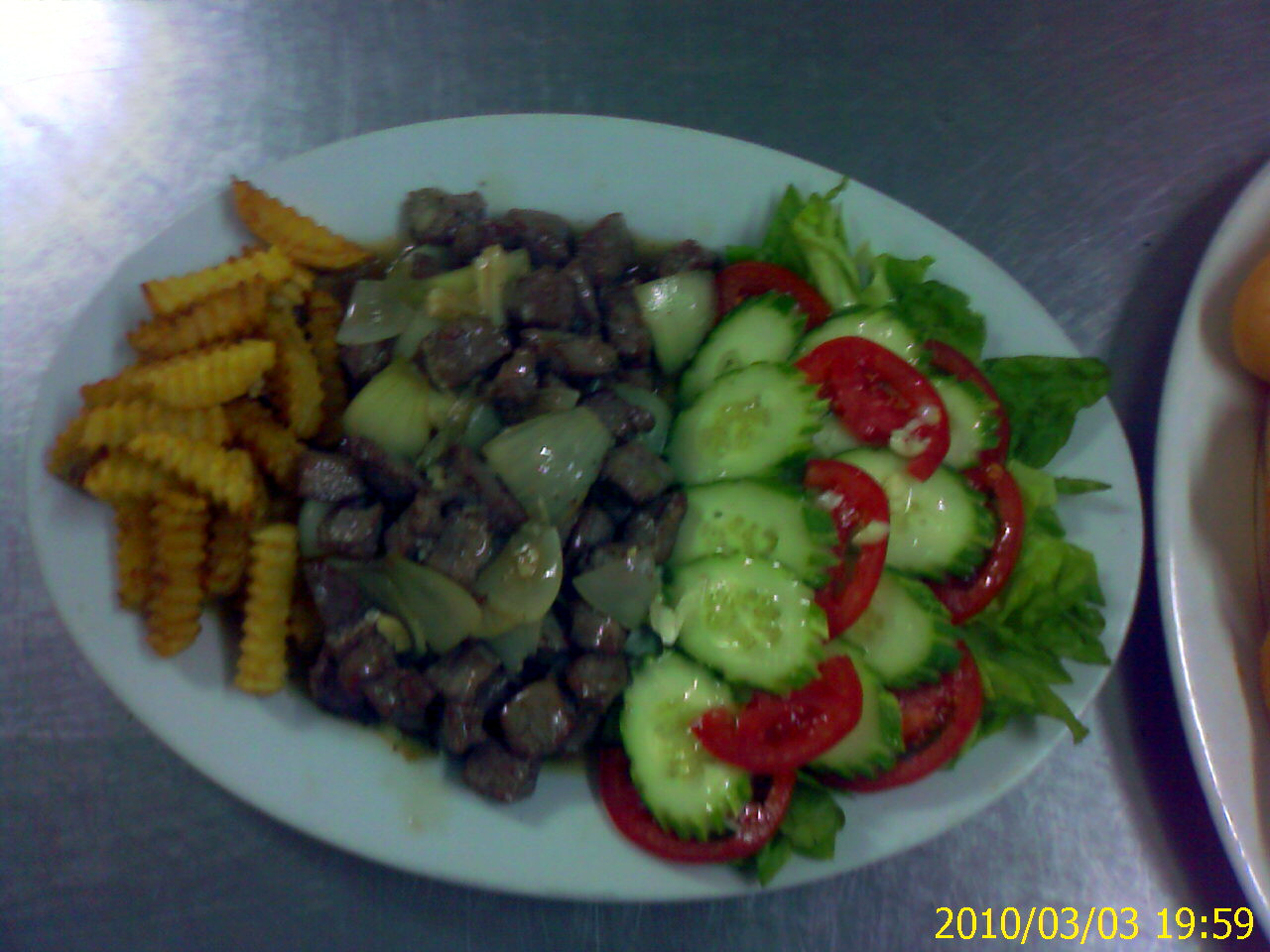
Le bò lúc lắc vietnamien.

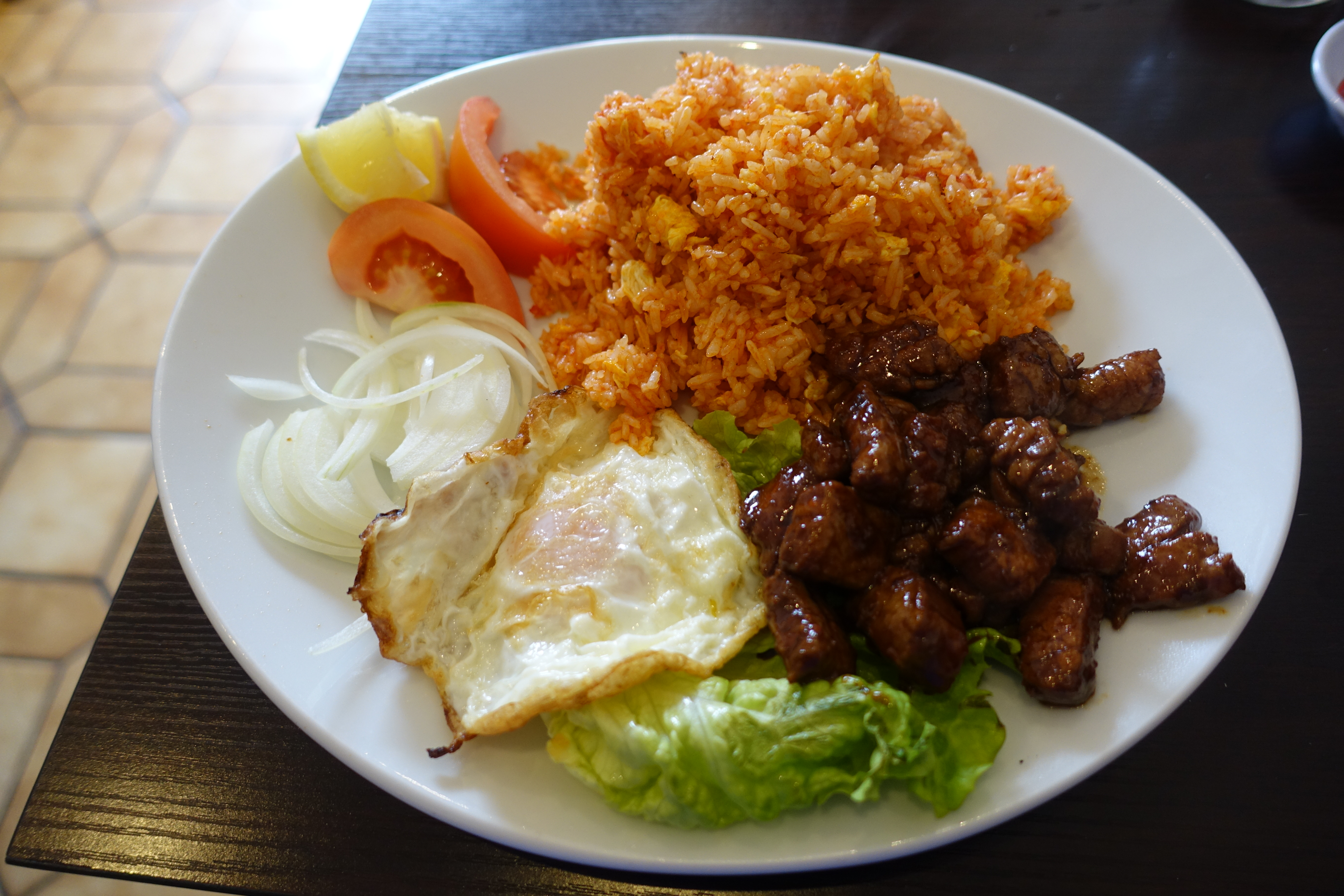
Le បាយឆាឡុកឡាក់ baï chhar lok lak khmer.

Le bœuf lôc lac (en France) est un plat populaire au Cambodge, au Vietnam, et en Thaïlande sous les noms bò lúc lắc (en vietnamien) et baï chhar lok lak (en khmer : បាយឆាឡុកឡាក់).
Il s'agit d'un plat de viande de bœuf marinée sautée servi avec une garniture de riz parfumé nature ou frites de pommes de terre pour la version vietnamienne. Pour la recette khmère, du riz parfumé du Cambodge sauté à la tomate concentrée servi avec un œuf sur le côté ou du riz sauté coloré au jaune d’œuf.

## Origine
Son origine ethnique reste incertaine (khmer krom ou viêt/kinh).
Il est néanmoins bien plus présent sur la table des Khmers de Thaïlande, du Cambodge et du Sud-Vietnâm, que des Viêts dans tout le Vietnam.
Le lok lak (ឡុកឡាក់) khmer comprend du riz parfumé du Cambodge sauté à la tomate concentrée ou coloré au jaune d’œuf, de l'ail, de la citronnelle, de la sauce d'huître et est servi avec de la viande de bœuf (entrecôte, fondue, merlan) ou de buffle d'eau marinée au poivre de Kampot, sauce d'huître, sauce de poisson, sauce de soja noire épaisse, sucre de palme, fécule de lotus ou maïs.
Il comporte obligatoirement un œuf (dur, brouillé ou au plat), du cresson cru ou blanchi, de l'oignon cru, de la tomate et de la sauce au poivre de Kampot, avec sel et citron, teuk merech (ទឹកម្រេច) servie à côté.
Le bò lúc lắc viêt/kinh ne contient pas d’œuf et sa marinade de bœuf (aiguillette, bavette, filet ou merlan) incorpore de la sauce soja salée et de la sauce d'huître. Des oignons et/ou des poivrons sont ajoutés lors de la cuisson de la viande. Le plat est servi avec des frites de pommes de terre ou du riz parfumé nature, de la salade, des oignons marinés, du concombre et de la sauce de poisson sucrée-vinaigrée.

## Description
En vietnamien, bò lúc lắc signifie « bœuf » (bò) et « remuer/secouer » (lúc lắc).
En khmer, lok lak (ឡុកឡាក់) veut dire « remuer/secouer » (lok, qui vient de kralok (ក្រឡុក)) et « mariné » (lak, issu de bralak (ប្រឡាក់)).
Ces deux langues font partie de la famille des môn-khmers, d'où la similitude et la confusion.
Ces mots évoqueraient le mouvement des dés de viande dans le wok, et/ou dans un récipient avec la marinade.